# Diagramma labiosum
Diagramma labiosum és una espècie de peix pertanyent a la família dels hemúlids.

## Descripció
- Pot arribar a fer 90 cm de llargària màxima i 6.300 g de pes.
- 9-10 espines i 22-25 radis tous a l'aleta dorsal i 3 espines i 7 radis tous a l'anal.[5][6]

## Hàbitat
És un peix marí i d'aigua salabrosa, bentopelàgic i de clima subtropical.

## Distribució geogràfica
Es troba des del mar Roig i l'Àfrica oriental fins al Pacífic occidental.

## Observacions
És inofensiu per als humans.